# Шмиц, Юлиан
Юлиан Фрэнк Шмиц (англ. Julian Frank Schmitz; 15 сентября 1881, Хобокен, Нью-Джерси — 5 июля 1943) — американский гимнаст и легкоатлет, серебряный призёр летних Олимпийских игр 1904.
На Играх 1904 в Сент-Луисе в гимнастике Шмиц участвовал в трёх дисциплинах. Он стал вторым в командном первенстве и выиграл серебряную медаль. Также он занял 57-ю позицию в личном первенстве и 32-ю в первенстве на 9 снарядах.
В лёгкой атлетике Шмиц соревновался только в троеборье, в котором он занял 101-е место.